# Juanfernandezia melanocephala
Juanfernandezia melanocephala là một loài nhện trong họ Linyphiidae.
Loài này thuộc chi Juanfernandezia. Juanfernandezia melanocephala được Alfred Frank Millidge miêu tả năm 1991.